# Písková Lhota (Mladá Boleslav)
Písková Lhota é uma comuna checa localizada na região da Boêmia Central, distrito de Mladá Boleslav.